# Kalmia polifolia

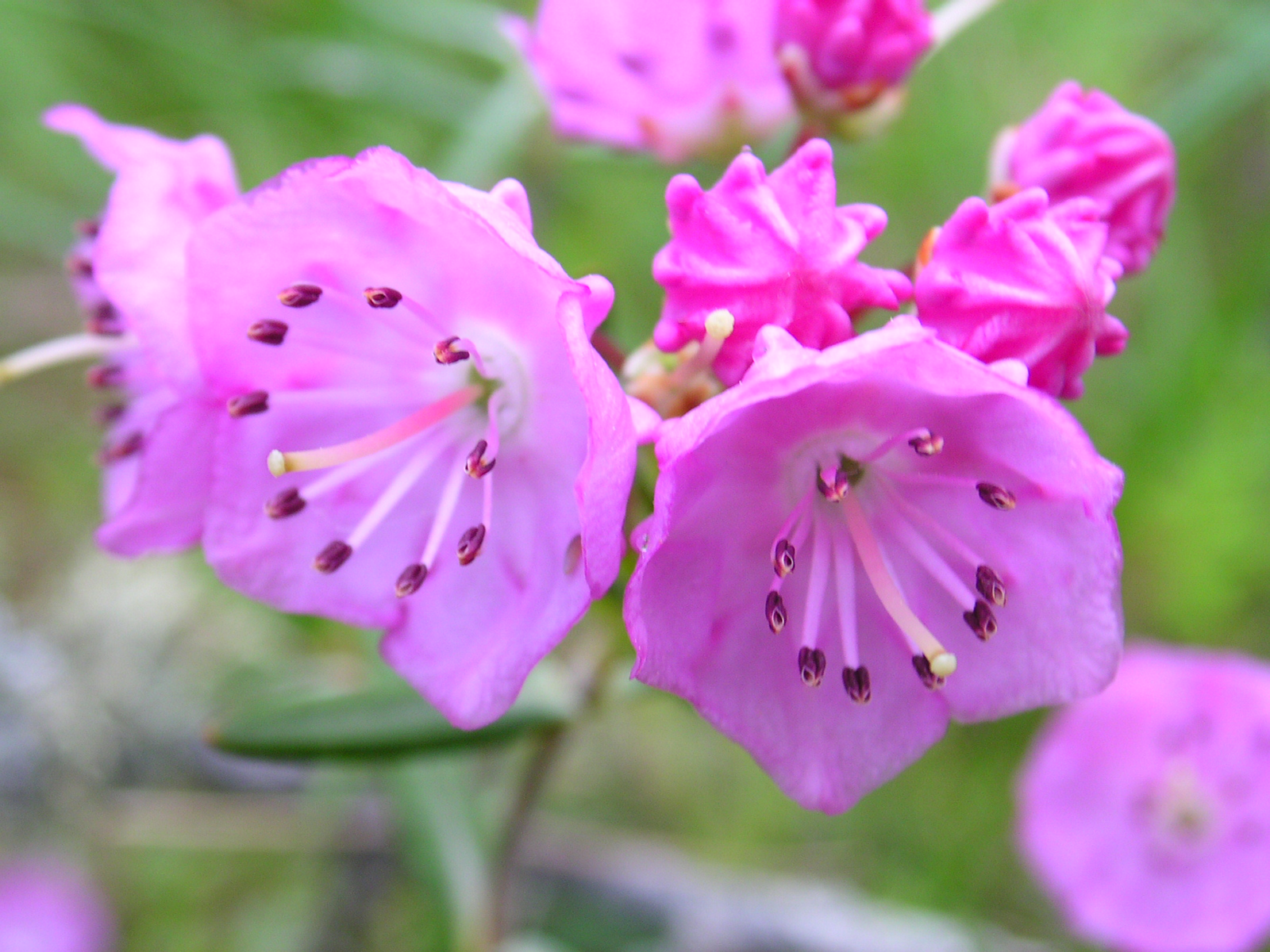
Detalle de la flor

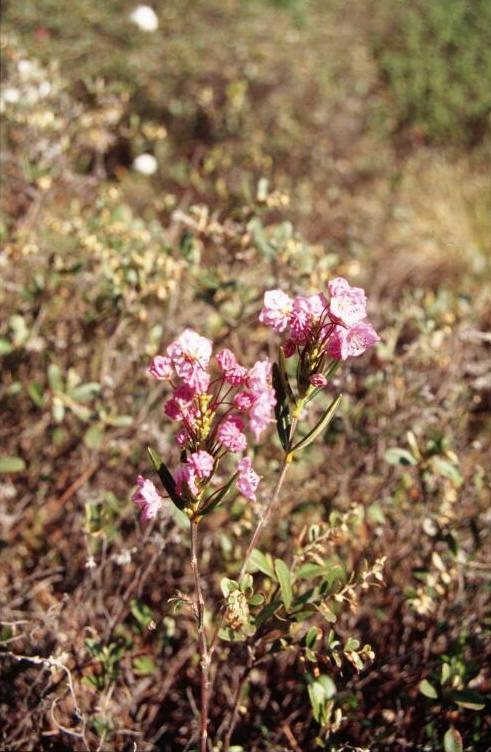
Vista de la planta

Kalmia polifolia es un arbusto de hoja perenne de las turberas ácidas frías, perteneciente a la familia Ericaceae. Es originario del noreste de América del Norte, desde Terranova hasta la Bahía de Hudson hacia el sur.

## Descripción
Sus hojas están dispuestas de forma opuesta en las ramas. Son de cera con un margen entero, retorcido. La base del pecíolo se presiona contra el vástago. Debajo de cada base de la hoja hay crestas, donde parece como si una parte de la hoja esté curvada alrededor de la circunferencia del vástago. Esto es especialmente notable en la parte inferior de la planta.

## Propiedades
Kalmia polifolia contiene grayanotoxina, que cuando se ingiere disminuye la presión arterial y puede causar problemas respiratorios, mareos, vómitos o diarrea.

## Taxonomía
Kalmia polifolia fue descrita por Friedrich Adam Julius von Wangenheim y publicado en Schriften der Gesellschaft Naturforschender Freunde zu Berlin 8(3): 130–133, pl. 5. 1787[1788].
Sinonimia
- Kalmia polifolia var. polifolia
- Kalmia polifolia subsp. polifolia
- Kalmia polifolia f. polifolia[3]